# Vanity (álbum)
Vanity es el tercer álbum de estudio de la banda de metalcore Eighteen Visions. Fue el último álbum donde tocara Brandan Schieppati pues se va inmediatamente después del lanzamiento para concentrarse en su banda principal, Bleeding Through. Por eso mismo, para la gira por el disco, la banda tocó solamente con Keith Barney como guitarrista.
Vanity fue el primer disco en contar con un sencillo, You Broke Like Glass, y que además tuvo su propio videoclip. Para 2007, el álbum había vendido más de 100 000 copias en los Estados Unidos.
Vanity fue el último álbum de Metalcore de Eighteen Visions, mostrándose ya con coros melódicos y gancheros, así como riffs más cercanos al Hard Rock, y haciendo uso de la voz limpia de James Hart en la mayoría de los temas. No obstante, también es su álbum más diverso, pues además de tener aun riffs pesados y cambios de ritmo, también cuenta con dos interludios electrónicos ("The Notes of My Reflection" y "There Is Always"), una balada ("Gorgeous") y un largo y melódico tema final ("Love In Autumn"). Rasgos de esta evolución en el sonido de la banda ya se mostraban en el tema "Motionless and White" grabado para la compilación The Best of Eighteen Visions.
Este también fue el último en contar con samples y referencias a películas. Hay una línea tomada de la película River's Edge de 1985 en la intro a "One Hell of a Prize Fighter". También se tomó otra para la canción "The Critic" de la película Fast Times at Ridgemont High de 1982. "There is Always" es un remake del tema principal del thriller político The Manchurian Candidate. Finalmente, la banda tomó el nombre "Sonic Death Monkey" de la banda donde toca Jack Black en la película High Fidelity.

## Lista de canciones
1. "Vanity" (5:46)
2. "Fashion Show" (4:13)
3. "One Hell of a Prize Fighter" (5:14)
4. "I Don't Mind" (4:38)
5. "The Notes of My Reflection" (1:36)
6. "A Short Walk Down a Long Hallway" (4:17)
7. "The Critic" (4:19)
8. "Gorgeous" (2:52)
9. "You Broke Like Glass" (3:08)
10. "In the Closet" (3:16)
11. "Sonic Death Monkey" (5:21)
12. "There is Always" (1:41)
13. "Love in Autumn" (13:33)

## Créditos
- James Hart - Voz
- Keith Barney - Guitarra, voces adicionales
- Brandan Schieppati - Guitarra
- Mick Morris - Bajo
- Ken Floyd - Batería; guitarra y voz en la canción n.º 8
- Greg Koller - Productor
- Howard Jones - Voz adicional en la canción n°3
- Corey Darst - Voz adicional en la canción n°6
- Alex Vaz - Voz adicional en la canción n.º 7
- Ryan Downey - Voz adicional en la canción n°11
- John Lacroix - Diseño del álbum

- Datos: Q2760142